# Capucine Rousseau
Capucine Rousseau (Croix, 21 april 1980) is een voormalig tennisspeelster uit Frankrijk.
In 2003 en 2004 speelde Rousseau op het damesdubbelspeltoernooi van Roland Garros. In 2005 maakte Rousseau haar debuut op grandslamniveau in het enkelspeltoernooi van het Australian Open dankzij een wildcard. Rousseau won in haar carrière nooit een grandslamwedstrijd. Ook won zij geen WTA-titels; wel won zij drie ITF-titels.
In 2013 ging Rousseau voor verzekeringsmaatschappij Allianz werken toen deze het programma "Athlètes et carrières" opstartte.